# Musée de la photographie de Graçay
Pour les articles homonymes, voir Musée de la photographie.
Le musée de la photographie de Graçay, également dénommé musée Lucien Prévost, est situé dans la commune de Graçay, dans le département du Cher, en France. Il présente des collections de matériel photographique.

## Collections
Depuis 1999, à l'initiative de Rémy Duroir, sont exposés une collection d'appareils photographiques depuis le daguerréotype jusqu'aux appareils numériques et des documents relatifs à Lucien Prévost (1875-1911), créateur des premières caméras cinématographiques.
Le musée rend hommage à Lucien Prévost, militaire puis pionnier du cinématographe natif de Gracay,.